# Scleromystax
Scleromystax – rodzaj słodkowodnych ryb sumokształtnych z rodziny kiryskowatych (Callichthyidae), wcześniej klasyfikowany jako podrodzaj w rodzaju Callichthys, następnie włączony do Corydoras. W 2003 ponownie uznany za odrębny rodzaj.

## Klasyfikacja
Gatunki zaliczane do tego rodzaju:
- Scleromystax barbatus – kirysek czaprakowy[2]
- Scleromystax macropterus – kirysek wielkopłetwy[3]
- Scleromystax prionotos
- Scleromystax reisi
- Scleromystax salmacis

Gatunkiem typowym jest Callichthys barbatus (S. barbatus).